# Lars Ahlfors
Lars Valerian Ahlfors (Helsinki, Finnország, 1907. április 18. – Pittsfield (Massachusetts), 1996. október 11.) finn matematikus, elsősorban Riemann-felületekkel foglalkozott és máig használatos, kiváló komplex függvénytan tankönyvet írt.
1924 és 1928 között Ernst Leonard Lindelöf és Rolf Nevanlinna témavezetésével a helsinki egyetemen tanult.
1929-ben segítette Nevanlinnát az egész függvények aszimptotikus értékeire vonatkozó Denjoy-sejtésre vonatkozó munkájában. Ahlforst a Turku-beli Åbo Akademi-ra nevezték ki. Doktori értekezését 1932-ben védte meg.
1935-ben a Harvard Egyetemre ment és 1936-ban egyike lett a Fields-érem első két díjazottjának. Finnországba visszatérve a Helsinki Egyetemen kapott állást, de a háború kitörése után megpróbált külföldön munkát kapni. 1944-ben állást kínáltak neki a zürichi Szövetségi Műszaki Főiskolán, de végül csak 1945 márciusában tudott odautazni. Nem szeretett Svájcban élni, az első adandó alkalommal visszatért a Harvardra, ahol 1977-es nyugdíjazásáig maradt. 1964-től William Caspar Graustein Professor of Mathematics volt. Vihuri-díjat (1968) és matematikai Wolf-díjat (1981) kapott.
Tankönyve, a Complex Analysis (Komplex függvénytan) (1953) máig a témakör egyik nagy klasszikusa. Más monográfiái is sikeresek voltak: Riemann surfaces (1960), Conformal invariants (1973).